# Song of the Sirens
Song of the Sirens (stilizzato 回:Song of the Sirens) è il decimo e ultimo EP del girl group sudcoreano GFriend, pubblicato nel 2020.

## Tracce
1. Apple – 3:27
2. Eye of the Storm (눈의 시간?, Nun-ui siganLR, lit. Time of the Eye) – 3:41
3. Room of Mirrors (거울의 방?, Geour-ui bangLR) – 3:27
4. Tarot Cards – 3:15
5. Crème Brûlée – 3:17
6. Stairs in the North (북쪽 계단?, Bukjjok gyedanLR) – 4:20

## Classifiche
| Classifica (2020) | Posizione massima |
| ----------------- | ----------------- |
| Corea del Sud     | 3                 |